# Kristina Hedberg
Astrid Emma Kristina Olsson Hedberg, född Hedberg 4 mars 1970 i Göteborg, är en svensk journalist, nyhetsankare, dokumentärproducent och programledare.
Hedberg var tidigare radiojournalist på SR, där hon arbetade med Dagens Eko, Ekots lördagsintervju och det undersökande programmet Kaliber. 
Efter en tid på TV-programmet Uppdrag granskning blev Hedberg programledare för intervjuprogrammet Min sanning i SVT. Därefter var hon programledare för debattprogrammet Debatt i SVT. På senare år har Kristina Hedberg gjort uppmärksammade dokumentärer om PG Gyllenhammar och Anna Wahlgren, som vann Kristallen för årets dokumentärprogram 2018. 
I september 2019 lämnade Kristina Hedberg SVT för att börja på Dagens Nyheters redaktion i Göteborg.

## Familjeförhållanden
Kristina Hedberg är dotter till professorn i företagsekonomi Bo Hedberg och är gift med Magnus Engvall sedan 2023.

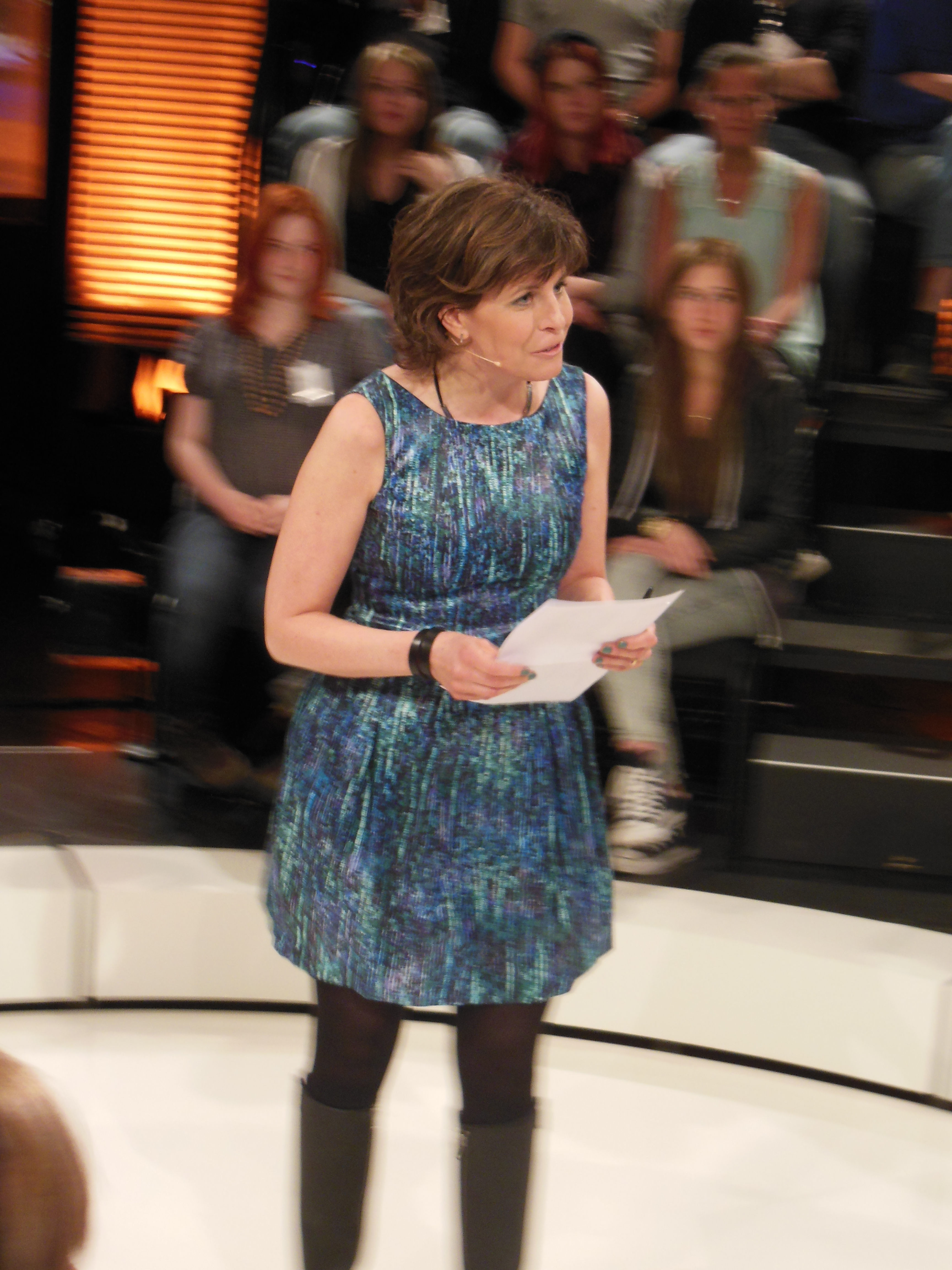
Kristina Hedberg i Debattstudion i maj 2013.

## Utmärkelser
- Stora Ekopriset 1995
- Sveriges Radios språkpris 2003[2]